# FMA IA-100
Die FMA IA-100 ist ein Schulflugzeug des argentinischen Herstellers Fábrica Argentina de Aviones.

## Geschichte und Konstruktion
Die IA-100 ist ein in Entwicklung befindliches zweisitziges kunstflugtaugliches Schulflugzeug. Das Flugzeug ist als Tiefdecker ausgelegt und fast vollständig aus Verbundwerkstoffen gefertigt. Die beiden Piloten sitzen nebeneinander im Cockpit. Die Maschine besitzt ein nicht einziehbares Bugradfahrwerk und wird von einem Lycoming AEIO-360 B1F-Vierzylinder-Boxermotor mit 133 kW angetrieben. Sie basiert in erster Linie auf der Grob G 120TP, von der die Fuerza Aérea Argentina einige einsetzt.
Die Entwicklungsarbeiten an der IA-100 begannen im Dezember 2014, ein erster Prototyp (auch als Technologieträger bezeichnet) wurde am 18. September 2015 der Öffentlichkeit vorgestellt. Der Erstflug erfolgte am 8. August 2016.
Geplant ist, das Flugzeug sowohl zivil als auch militärisch anzubieten.

## Technische Daten
| Kenngröße             | Daten                                                         |
| --------------------- | ------------------------------------------------------------- |
| Besatzung             | 2                                                             |
| Länge                 | 7,8 m                                                         |
| Spannweite            | 9,4 m                                                         |
| Höhe                  | 2,4 m                                                         |
| Flügelfläche          | 12,5 m²                                                       |
| Flügelstreckung       | 7,1                                                           |
| Leermasse             | 637 kg                                                        |
| max. Startmasse       | 950 kg                                                        |
| Reisegeschwindigkeit  | 250 km/h                                                      |
| Höchstgeschwindigkeit |                                                               |
| Dienstgipfelhöhe      | 5486 m                                                        |
| Reichweite            | 850 km                                                        |
| Triebwerke            | 1 × Lycoming AEIO-360 B1F, Vierzylinder-Boxermotor mit 133 kW |